# Chrysosplenium tosaense
Chrysosplenium tosaense là một loài thực vật có hoa trong họ Saxifragaceae. Loài này được (Makino) Makino ex Sutô miêu tả khoa học đầu tiên năm 1935.